# Конкурс молодых музыкантов «Евровидение-2002»
Евровидение для молодых музыкантов 2002 (англ. Eurovision Young Musicians 2002) — 11-й конкурс молодых музыкантов «Евровидение», который прошёл в Германии в 2002 году. Финал конкурса состоялся 19 июня 2002 года на сцене Берлинского драматического театра. Победу на конкурсе одержал участник из Австрии скрипач Далибор Карвай. Музыканты из Великобритании и Словении заняли второе и третье место соответственно.
Организаторами конкурса выступили немецкая общественная телекомпания ZDF и Европейский вещательный союз. В конкурсе приняли участие молодые музыканты в возрасте до 19 лет из 20 стран Европы. На конкурс вернулись Греция, Дания, Италия, Кипр, Хорватия и Швеция. Также состоялся дебют Румынии и Чехии.

## Место проведения

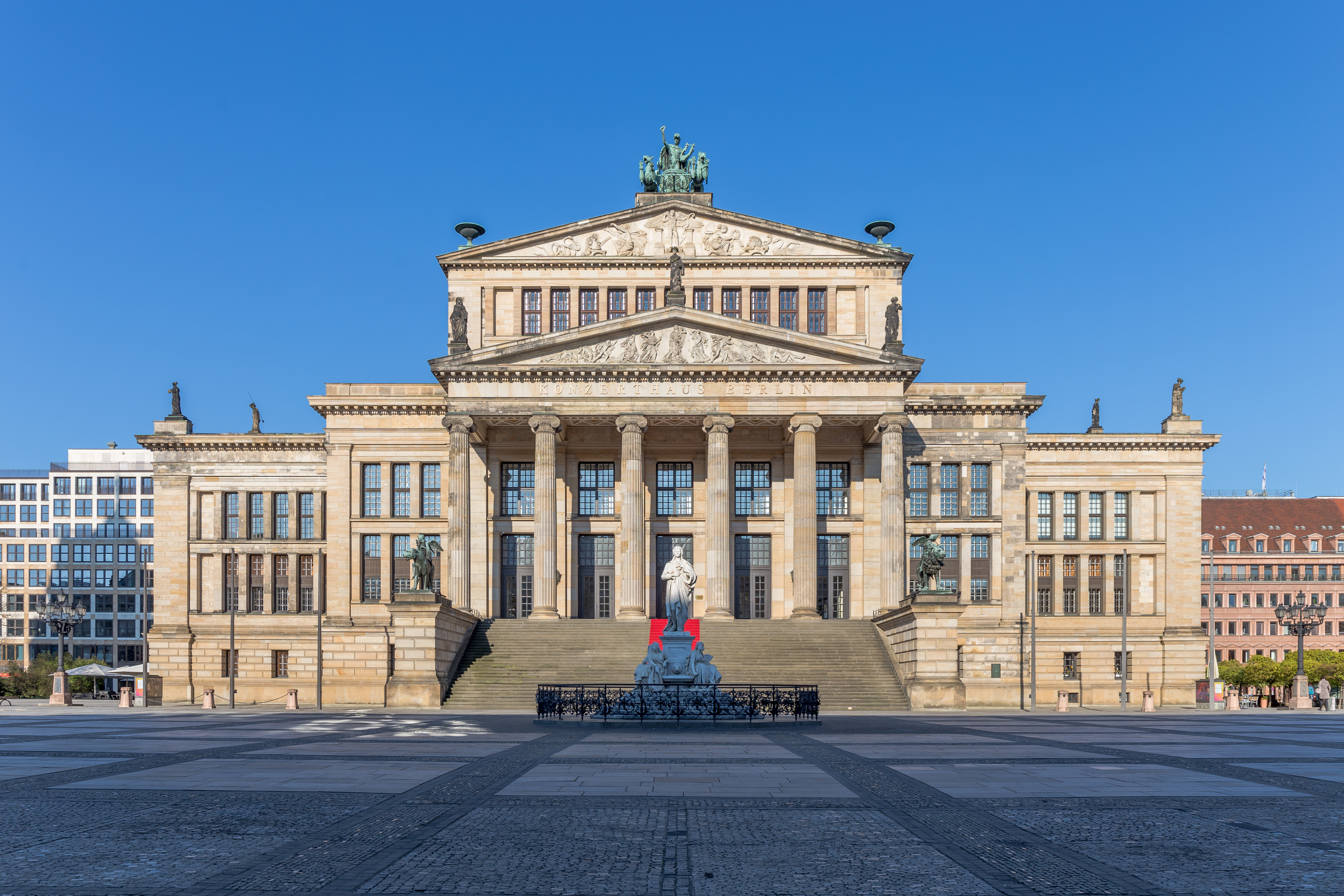
Драматический театр в Берлине

Местом проведения конкурса была выбрана столица Германии — Берлин. Финал конкурса прошёл на сцене Берлинского драматического театра, возведённого в 1818—1821 гг. по проекту Карла Фридриха Шинкеля как «Королевский берлинский драматический театр». Здание в неоклассическом стиле находится в центре Берлина на площади Жандарменмаркт.
Здание было построено на месте существовавшего с 1 января 1802 года по 1817 год Национального театра, построенного Карлом Готтгардом Ланггансом. В 1817 году это здание было уничтожено пожаром. Построенное вновь здание было открыто 18 июня 1821 года премьерой оперы Карла Вебера «Волшебный стрелок». Здание считается одним из самых известных зданий, спроектированных Шинкелем.
Здание внутри и снаружи украшено многочисленными скульптурными изображениями композиторов, выполненных Кристианом Фридрихом Тиком и Бальтазаром Якобом Ратгебером. Снаружи здание богато украшено скульптурами: на фронтоне находятся бронзовые фигуры Танталов, Эросов, Психей. На южном фасаде в тимпане — фигурные барельефы Орфея и Эвридики. На северном фасаде фигуры Диониса и Ариадны.
Во время Второй мировой войны здание пострадало: обгорели наружные стены, уничтожены многие скульптурные композиции. С 1979 по 1984 год в рамках подготовки к 750-й годовщине основания Берлина здание находилось на реконструкции.
В 1992 год театр переименовали в «Берлинский Концертхаус» и объявили как домашнюю площадку для выступлений Берлинского симфонического оркестра, который в 2006 году изменил название на Оркестр Концертхауса.

## Формат
К участию в конкурсе допускаются молодые музыканты в возрасте от 10 до 19 лет включительно, с учётом того, что в день проведения финала им не исполнится 20 лет. Причем участниками могут стать только соло-исполнители, не задействованные на профессиональной основе (то есть не получающие прибыли от выступлений). Музыкальный инструмент и программу участник выбирает по своему усмотрению.
Каждый из участников в полуфинале (также именуется предварительным раундом или отборочным туром) и финале исполняет выбранную им программу, состоящую из классических музыкальных произведений. Оценивает выступления конкурсантов профессиональное жюри, каждый член которого обязан присудить баллы от 1 до 10 каждому исполнителю. Из полуфинала по результатам голосования жюри в финал выходит 7 стран-участниц. В финале жюри объявляет тройку победителей.

### Ведущая и оркестр
Ведущей конкурса стала немецкая скрипачка и победительница Евровидения для молодых музыкантов 1996 Юлия Фишер. Участникам конкурса аккомпанировал Немецкий симфонический оркестр Берлина под руководством немецкого дирижёра Марека Яновского..

### Жюри
На конкурсе ведётся 100-процентное голосование жюри. В состав профессионального жюри вошло 7 человек:
- Леонард Слаткин (Председатель)
- / Карол Дон-Рейнхарт
- Ханс Питер Паиротт
- Джанкарло Менотти
- Анна Гурарий
- Джек Мартин Хэндлер
- Николе Орель

## Участники

### Полуфинал
За право участвовать в финале конкурса боролись 20 стран, которые представляли по одному музыканту. По некоторой информации, в полуфинале также приняли участие музыканты из Бельгии, Венгрии, Ирландии, Испании и Франции. В финал прошли только 7 стран-участниц.
| Страна         | Представитель         | Инструмент | Результат |
| -------------- | --------------------- | ---------- | --------- |
| Австрия        | Далибор Карвай        | Скрипка    | Финалист  |
| Великобритания | Сара Уильямсон        | Кларнет    | Финалист  |
| Германия       | Алина Погосткина      | Скрипка    | Финалист  |
| Греция         | Теодор Мильков        | Перкуссия  | Финалист  |
| Дания          | Филипп Бенджамин Скоу | Скрипка    | —         |
| Италия         | Анна Тифу             | Скрипка    | —         |
| Латвия         | Руслан Виленский      | Виолончель | —         |
| Нидерланды     | Флёр Бувери           | Кларнет    | —         |
| Норвегия       | Вильде Франг Бьярке   | Скрипка    | —         |
| Польша         | Пётр Ясирковский      | Скрипка    | Финалист  |
| Кипр           | Андреас Иоаннидес     | Фортепиано | —         |
| Россия         | Никита Борисоглебский | Скрипка    | —         |
| Румыния        | Кристиан Андрей Фату  | Скрипка    | —         |
| Словения       | Кармен Печар          | Виолончель | Финалист  |
| Финляндия      | Джонатан Ротиола      | Саксофон   | —         |
| Хорватия       | Иво Дропулич          | Скрипка    | —         |
| Чехия          | Якуб Тильман          | Виолончель | Финалист  |
| Швейцария      | Беатрисс Беррут       | Фортепиано | —         |
| Швеция         | Якоб Корани           | Виолончель | —         |
| Эстония        | Михель Полл           | Гитара     | —         |

### Финал
| № | Страна         | Участник         | Инструмент | Произведение (Композитор)           | Результат    |
| - | -------------- | ---------------- | ---------- | ----------------------------------- | ------------ |
| 1 | Австрия        | Далибор Карвай   | Скрипка    | Carmen Fantasy (Франц Ваксман)      | Победитель   |
| 2 | Великобритания | Сара Уильямсон   | Кларнет    | Clarinet Concerto (Аарон Копленд)   | Второе место |
| 3 | Греция         | Теодор Мильков   | Перкуссия  | Marimbaphone Concerto (Ней Розауро) | —            |
| 4 | Чехия          | Якуб Тильман     | Виолончель | Hungarian Rhapsody (Давид Поппер)   | —            |
| 5 | Германия       | Алина Погосткина | Скрипка    | Rondo Capriccioso (Камиль Сен-Санс) | —            |
| 6 | Словения       | Кармен Печар     | Виолончель | Cello Concerto (Дмитрий Шостакович) | Третье место |
| 7 | Польша         | Пётр Ясирковский | Скрипка    | Gipsy Melodies (Пабло де Сарасате)  | —            |

## Победитель
Победителем стал 16-летний скрипач из  Австрии — Далибор Карвай. В качестве приза он получил €5000.

Как сейчас я раньше себя так не чувствовал. Победить в Берлинском драматическом театре с таким известным дирижёром — это очень захватывающе.
Оригинальный текст (англ.)This is something I have never felt before. To win in the Konzerthaus, with such a famous conductor, its very exciting